# Ceratochaetops delphinensis
Ceratochaetops delphinensis là một loài ruồi trong họ Tachinidae.